# Jemenieten
De Jemenieten (Arabisch: يمنيون) zijn de inwoners van Jemen.

## Genetische studies
Jemen, gelegen in de zuidwestelijke hoek van het Arabisch Schiereiland, vormt een kruispunt tussen Afrika en Eurazië. Het genoom van hedendaagse Jemenieten geeft inzicht in de complexe geschiedenis van de regio, omdat DNA patronen van menselijke migratie en interactie door de eeuwen heen kan onthullen. Ondanks het historische belang van de Jemenitische bevolking waren ze tot voor kort ondervertegenwoordigd in genetische studies. Onderzoekers hebben verschillende vragen gesteld over de genetische geschiedenis van Jemen, waaronder de vraag of de bevolking genetische sporen van de eerste migraties uit Afrika bewaart, hoe daaropvolgende bevolkingsbewegingen de genenpool hebben beïnvloed en de relatieve bijdragen van oude (Pleistoceen) versus recente (Holoceen) bevolkingsgebeurtenissen. Bovendien roept de unieke geografische ligging van Jemen vragen op over de invloed ervan op de genetische structuur van zijn inwoners. 
Als we het hebben over Levantijns-DNA in Jemen gaat het om Natufisch DNA, dat ongeveer 50-60% van het Jemenitische autosomaal DNA uitmaakt. Terwijl de huidige Levantijnen een mix van Anatolisch, Zagrosisch, Kaukasisch en Natufisch DNA hebben, hebben deze huidige Levantijnen het Jemenitische DNA niet beïnvloed of vormgegeven, aangezien het Natufische DNA duizenden jaren geleden naar het Arabisch schiereiland is gemigreerd. De moderne bevolkingsgroep die het dichtst bij de oude Natufiërs staat, bestaat uit de Jemenieten en andere bevolkingsgroepen op het Arabische schiereiland. 
Een onderzoek uit 2008 richtte zich op regionale verschillen in mitochondriaal DNA (mtDNA) in Jemen. Uit dit onderzoek bleek dat er sprake was van uiteenlopende verspreidingen van minimale mtDNA-lijnen uit de Sub-Sahara en een meerderheid van de mtDNA-lijnen uit West-Eurazië, waarbij de meerderheid van de Jemenitische populaties nauwere genetische banden vertoonde met groepen uit Zuidwest-Azië en Noord-Afrika. Opvallend is dat de Jemenieten de hoogste frequentie van de West-Euraziatische R0a-haplogroep vertonen die tot nu toe is aangetroffen. Dit suggereert dat Zuid-Arabië mogelijk de locatie was van de eerste uitbreiding ervan. De Sub-Sahara-haplogroep M1 werd voornamelijk aangetroffen in zuidwest-Jemen, in de buurt van de Straat Bab el Mandeb, terwijl niet-Afrikaanse M-haplotypes met een lage frequentie voorkwamen in westelijk Jemen en algemener waren in Hadramaut. Deze bevindingen benadrukken de gelaagdheid en de diverse oorsprong van de Jemenitische genenpool, die gevormd is door genstroom vanuit West-Eurazië.
In hun artikel uit 2017 analyseerden Ranajit Das, Paul Wexler, Mehdi Pirooznia en Eran Elhaik de studie van Lazaridis et al. uit 2016 en concludeerden dat de Natufiërs, samen met één neolithisch Levantijns monster, in de buurt van de moderne Palestijnen en Bedoeïenen leefden en ook "marginaal overlapten" met Jemenitische Joden. Ferreira et al. (2021) en Almarri et al. (2021) toonden dat de oude Natufiërs samenhingen met moderne Arabische groepen, zoals Saoedi-Arabiërs en Jemenieten, die het grootste deel van hun voorouders ontlenen aan lokale Natufische jagers-verzamelaarsvolkeren en minder neolithische Anatolische voorouders hadden dan de huidige Levantijnen. Sirak et al. (2024) ontdekten dat de middeleeuwse Soqotri - vergelijkbaar met de moderne Saoedi’s, Jemenieten en Bedoeïenen - een meerderheidscomponent hadden die "gemaximaliseerd is bij de Natufische jagers-verzamelaars uit het Laat-Pleistoceen (epipaleolithicum) van de Levant".
Recenter onderzoek, gepubliceerd in 2024, maakte gebruik van genoombrede gegevens van Jemenitische en naburige bevolkingsgroepen om de genetische geschiedenis van Arabië te onderzoeken. Uit een hoofdcomponentenanalyse is gebleken dat de Jemenieten een genetisch continuüm vormen met andere Arabische en Levantijnse bevolkingsgroepen, verschillend van Oost-Afrikaanse en Indiase groepen. De bevindingen bieden een gedetailleerd, complementair inzicht in het genetische landschap van Jemen en de waarschijnlijke voorouderlijke bronnen ervan. Volgens het onderzoek komt dit overeen met eerder onderzoek door Vyas et al., die de genstroom tussen Jemen, Arabië en de Levant documenteerden. Bovendien identificeert het onderzoek patronen van neanderthaler-introgressie in Jemenieten, die lijken op die gevonden bij Bedoeïenen en andere bevolkingsgroepen in Zuidwest-Azië.

## Sociale hiërarchie

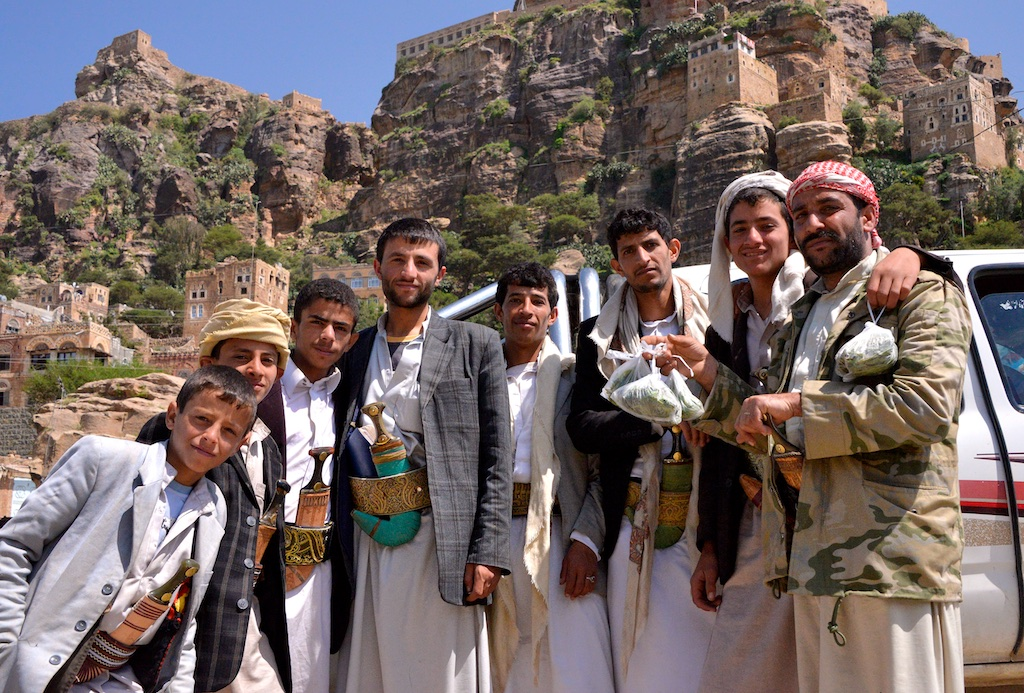
Jemenitische stamleden

Jemen staat bekend als de meest tribale natie in de Arabische wereld, grotendeels vanwege de aanzienlijke invloed van stamhoofden en hun diepe integratie in verschillende aspecten van de staat. De schattingen lopen uiteen, maar er zijn ongeveer 200 stammen in Jemen, hoewel sommige rapporten er meer dan 400 noemen. 
In Jemen bestaat er een systeem van sociale stratificatie, dat officieel werd afgeschaft bij de oprichting van de Republiek Jemen in 1962. In de praktijk is dit systeem niet verdwenen en is de Jemenitische samenleving nog steeds georganiseerd op basis van sociale hiërarchieën. De verschillen in maatschappelijke standen komen tot uiting in afkomst en beroep en worden versterkt door huwelijken tussen mensen van dezelfde stand.
Er zijn vijf statusgroepen. Aan de top van de hiërarchie staat de religieuze elite, ook wel sada genoemd. Daarna volgen de rechterslagen (quad). De derde hiërarchische status is die van de qaba'il, de boeren die tot stammen behoren en voornamelijk leven van landbouw en handel. De vierde groep wordt de mazayanah genoemd. Deze groep bestaat uit mensen die geen land hebben en verschillende diensten aanbieden, zoals slagers en ambachtslieden. Ten slotte staan aan de onderkant van de hiërarchie de slaven (a'bid) en nog verder daaronder de Akhdam, wat dienaren betekent. 

## Diaspora
De Jemenitische diaspora is voor het grootste deel geconcentreerd in het Verenigd Koninkrijk, waar tussen de 70.000 en 80.000 Jemenieten wonen. Er wonen meer dan 20.000 Jemenieten in de Verenigde Staten en nog eens 2.800 in Italië. Jemenieten wonen ook in Saoedi-Arabië, de Verenigde Arabische Emiraten, Qatar en Bahrein, en ook in India, Indonesië, Maleisië, Brunei, Madagaskar en de voormalige Sovjet-Unie. Een kleiner aantal hedendaagse Pakistanen is van Jemenitische afkomst; hun oorspronkelijke voorouders vertrokken ruim vier eeuwen geleden vanuit Jemen naar het Indiase subcontinent en Zuidoost-Azië. De Arabische Indonesiërs zijn Indonesische staatsburgers van Arabische of gemengde Arabisch-Indonesische afkomst, voornamelijk Hadharem uit Jemen. Bij de volkstelling van 2005 werd een totaal van 87.227 Arabische Indonesiërs geregistreerd. Ongeveer 50.000 Jemenitische Joden migreerden naar de staat Israël. In 2015 zijn veel mensen vanwege het conflict in Jemen gemigreerd naar de kusten van Djibouti, Madagaskar en Somalië in Afrika.

## Opmerkelijke Jemenieten
- Abu Bakr Salem, Jemenitische zanger
- Amna Al-Nasiri, Jemenitische beeldend kunstenaar, kunstcriticus en schrijver
- Tawakkul Karman, Jemenitische Nobelprijswinnaar, journalist, politicus en mensenrechtenactivist
- Anwar al-Awlaki, Jemenitisch-Amerikaanse imam
- Hind Al-Eryani, Jemenitische activist en journalist
- Ali al-Jifri, Jemenitische islamitische geleerde
- Shoshana Damari, Jemenitisch-joodse Israëlische zangeres
- Shatha Altowai, beeldend kunstenaar
- Saber Bamatraf, Jemenitische pianist, componist en cultureel activist.
- Arwa Othman, Jemenitische schrijver, journalist, mensenrechtenactivist en voormalig minister van Cultuur
- Balqees, Jemenitische zanger
- Saadaldeen Talib, politicus